# Екфраза
Екфра́зис або екфра́за (дав.-гр. ἔκφρασις від дав.-гр. ἐκφράζω — виказую, виражаю) — розкриття засобами літератури ідейно-естетичного змісту творів малярства, музики, архітектури та інших видів мистецтва.

## Визначення поняття
Поняття екфразису у працях різних дослідників хоч має і подібне, але все ж не тотожне значення. Воно варіюється залежно від того, що досліджує науковець та які аспекти він хоче висвітлити. Нижче наводиться перелік деяких визначень екфразису.
Екфразис — вербальна репрезентація візуальної репрезентації (Дж. Геффернан, В.Т. Мітчелл). 
Екфразис —  будь-яке відтворення одного мистецтва засобами іншого (Л. Геллер).
Екфразис — літературний жанр опису рукотворних предметів, артефактів, творів мистецтва.
Екфразис — термін риторики на позначення фрагмента прози або поезії, в якому щось описується або також фрагмент, що містить коротку промову, яка описує мовчазний твір візуального мистецтва (А. Корн).
Екфразис — це літературний опис творів візуальних мистецтв, супроводжуваний іноді естетичною оцінкою, іноді описом окремих технічних прийомів автора твору, його манери чи стилю (Л. Генералюк).
Екфразис — репрезентація дійсних або уявних творів мистецтва у поезії, прозі та драматургії (В. Робійяр).

## Класифікація
Єдиної класифікації екфразису не існує, оскільки не існує також і єдиного визначення. Кожен науковець створює власну класифікацію, яка розкриває термін з тих позицій, з яких науковець його розглядає.

### Класифікація за Лаурою Загер Ейдт[6]
Досліджуючи специфіку екфразису в літературі й кіномистецтві, дослідниця виділяє чотири його основні різновиди:
- Атрибутивний (включає вербальну алюзію до картини в описі або діалозі тексту або фільму, сцени, в яких твір мистецтва показаний або згаданий, але без надто докладного його опису або обговорення)
- Зображальний (розлогий деталізований опис твору мистецтва, який відіграє центральну роль для розвитку сюжету або при характеротворенні)
- Інтерпретативний (включає в себе інтерпретативні рефлексії з приводу твору, передбачає додаткове тлумачення)
- Драматичний (образ драматизується й театралізується до тієї міри, як це йому притаманно в реальному житті).

### Класифікація за Валері Робійяр[5]
- Дійсний (опис в основі якого лежить реальний витвір мистецтва)
- Вигаданий або умовний (опис в основі якого лежить вигаданий твір мистецтва).

Також дослідниця подає іншу класифікацію, спираючись на рівень експліцитності, тобто вираженості, явності описуваного об’єкта:
- Дескриптивний (мистецький об'єкт чітко зображений, йому характерний експліцитний опис)
- Атрибутивний (згадується назва мистецького витвору або натяк на автора, стиль чи жанр)
- Асоціативний (відсилає до традиційних стилів, ідей чи способів зображення чогось у мистецтві)

## Приклади екфразису в літературі

### Гомер«Іліада»
Найбільш типовим прикладом екфразису вважають опис щита Ахілла:
478] Приготував він насамперед щит — міцний і великий,
479] Гарно оздоблений всюди, ще й викував обід потрійний,
480] Ясноблискучий, та ззаду посріблений ремінь приладив.
481] Щит той з п'ятьох був шарів шкіряних, а поверх він багато
482] Вирізьбив різних оздоб, до дрібниць все продумавши тонко.
483] Землю на нім він зобразив майстерно, і небо, і море,
484] Сонця невтомного коло, і срібний у повені місяць,
485] І незліченні сузір'я, шо неба склепіння вінчають,
486] Посеред них і Плеяди, й Пади, і міць Оріона,
487] Й навіть Ведмедицю — інші ще Возом її називають.
(…)
541] Далі родючих ланів змалював він широкі простори
(…)
561] Далі він вирізьбив ще обважнілий від грон виноградник
562] З золота, — кетяги сині, аж чорні, по ньому рясніли;
(…)
573] Далі він череду вирізьбив дужих биків круторогих.
574] Деякі з золота, інші із олова їх поробив він.
(…)
607] Далі він вирізьбив хвилі могутні ріки Океану
608] З самого краю щита, що його змайстрував так старанно.

### В. Винниченко«Олаф Стефенсон»
В оповіданні Володимира Винниченка «Олаф Стефенсон» можна спостерегти вигаданий або умовний екфразис, представленим описом картини талановитого художника Дієго — вигаданого персонажа у творі, автора його вигаданої картини.
На картині було: стіл широкий, низький, немов роздавлений вагою пляшок і закусок; за столом чоловік. Цей чоловік був центром всеї композиції, він їв. Лоб у його був вузький, лисий, жовтовато-рожевий, покритий легким жиром. Од лоба розходились вниз щоки, падаючи білуватими м'якими брижами на обмотану круг шиї серветку. Лице звичайного одгодованого рантьє.(…)
В одній руці рантьє була виделка з м'ясом, а в другій для чогось годинник. Він сидів на фотелі з тонкими, загостреними на кінцях ніжками. Одна з ніжок наступила на дитину, якраз в пахві ноги. Дитина, вся синя, судорожне, в дикому жаху кричала і корчилась. Одна ручка її вп'ялась собі в тільце, а другою вона спиралась об підлогу. Товстий чоловік лукаво слухав крик і скоса позирав униз. Нижче серветки з-під чорного фрака виступав йому цілком голий живіт. Цей живіт був похожий на роздутий, білий, облізлий, з'їдений червами труп собаки. Він випинався й блищав рівним мертвим блиском, викликаючи в горлі такі спазми, які бувають, коли нудить.

### Ден Браун«Інферно»
У романах Дена Брауна спостерігається системне використання екфразису, який виконує різні функції: хронотопічну, естетичну, моделюючу, прогностичну, енігматичну, тощо.
Опис «Давида» Мікеланджело:
Ленґдон був заворожений «Давидом» Мікеланджело, іще коли вперше побачив його в підлітковому віці, опинившись в Академії образотворчих мистецтв. Ідучи повз похмуру шерегу «Рабів», грубо витесаних Мікеланджело, Ленґдон раптом відчув, як його погляд невмолимо потягнувся сам по собі догори, до шедевра заввишки сімнадцять футів. Самі лише велетенські розміри «Давида» і його випукла мускулатура спантеличували більшість гостей, які бачили статую вперше, але Ленґдона захопила надзвичайна Давидова постава. Мікеланджело вдався до класичної традиції контрапосту для створення ілюзії, наче Давид подався трохи праворуч і його ліва нога майже не має ніякого навантаження, тоді як насправді його ліва нога тримала на собі тонни граніту.
Опис баптистерію Сан-Джованні:
Легенда каже, що, потрапивши всередину баптистерію Сан-Джованні, людина просто фізично не може не поглянути вгору. І Ленґдон, попри те, що вже бував тут багато разів, знову відчув містичний потяг до цього приміщення й дозволив погляду піднятися до стелі.
Високо-високо вгорі дах баптистерію сходився аркою з боків на вісімдесят футів. Стеля блищала й мерехтіла, наче складена з жаристого вугілля. Її відполірована янтарно-золота поверхня нерівно віддзеркалювала довколишнє світло смальтовими кахлями, яких налічувалося понад мільйон, — то були малесенькі шматочки мозаїки, вирізані вручну зі склоподібного кварцу й розташовані шістьма концентричними колами, у яких зображені біблійні сцени.
Підкреслюючи красу пишної верхньої частини приміщення, природне світло пронизувало темний простір крізь центральне округле вікно — приблизно так, як у римському Пантеоні. Ефект природного світла посилювався за допомогою низки високих і вузьких вікон у глибоких впадинах, що кидали потоки світла, такого сконцентрованого й густого, наче воно було твердим, схожим на бруси, що підпирали конструкцію під кутом, який безперервно змінювався.

#### Інші приклади
В українській літературі прикладами екфразису є деякі поезії Миколи Бажана (цикли «Будівничі», «Нічні концерти»), Максима Рильського (сонети «Афродіта Мілоська», «Сікстинська мадонна»), Миколи Зерова (сонет «Брама Заборовського»).
У прозі прикладами екфразису можуть бути епізоди роману Віктора Гюго «Собор Паризької богоматері», присвячені архітектурі собору, епізоди роману Томаса Манна «Доктор Фаустус», в яких описуються музичні твори композитора Адріана Леверкюна.